# 새뮤얼 윌슨
새뮤얼 윌슨(Samuel Wilson, 1766년 9월 13일 – 1854년 7월 31일)은 뉴욕주 트로이에 살았던 정육업자로 그는 전하는 바에 의해면 미국을 의인화시킨 엉클 샘의 소스가 되었다고 한다.

## 생애
새뮤얼은 역사적인 도시 매사추세츠주 앨링턴(당시에는 웨스트 캠브릿지의 타운인 메노토미라고 불림)에서 아버지 에드워드와 어머니 루시 윌슨의 아들로 태어났다. 새뮤얼은 매사추세츠주 보스톤에서 가장 오래된 가문의 자손들 중 하나였다. 원래 스코틀랜드 그린녹 출신의 할아버지 직접적인 상속을 받았다. 어릴 때 그의 가종은 뉴햄프셔주 매이슨으로 이사를 했다. 1789년, 22살의 나이에 새뮤얼과 그의 형 에베니저(27세)는 걸어서 뉴욕주 트로이로 돌아갔다. 윌슨 형제는 그 커뮤니티 최초의 정착민들 중 한 사람이었다. 뉴욕의 트로이는 초기 정착민들에게는 허드슨강과 가까운 지역에 있기 때문에 매력적인 곳이었다. 새뮤얼과 형 에베니저는 함께 여러 가지 성공적인 사업을 일구었다. 둘 다 그 시의 고용인이기도 하였고, 성공적인 사업가이도 했다. 새뮤얼은 자신의 커뮤니티에서 투자를 받았다. 그는 이미 당시에 사근사근하고, 붙임성이 좋아서 엉클 샘이라는 별명을 가지고 있었다는 소문이 전한다.

## 갤러리

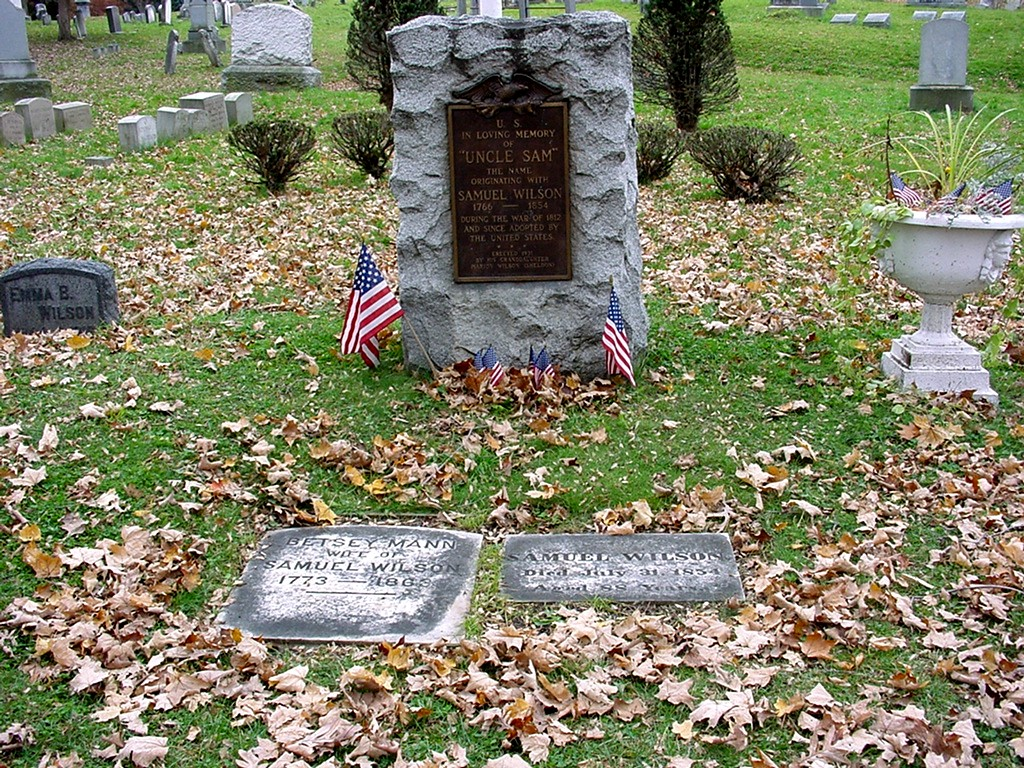
샘 윌슨의 묘지

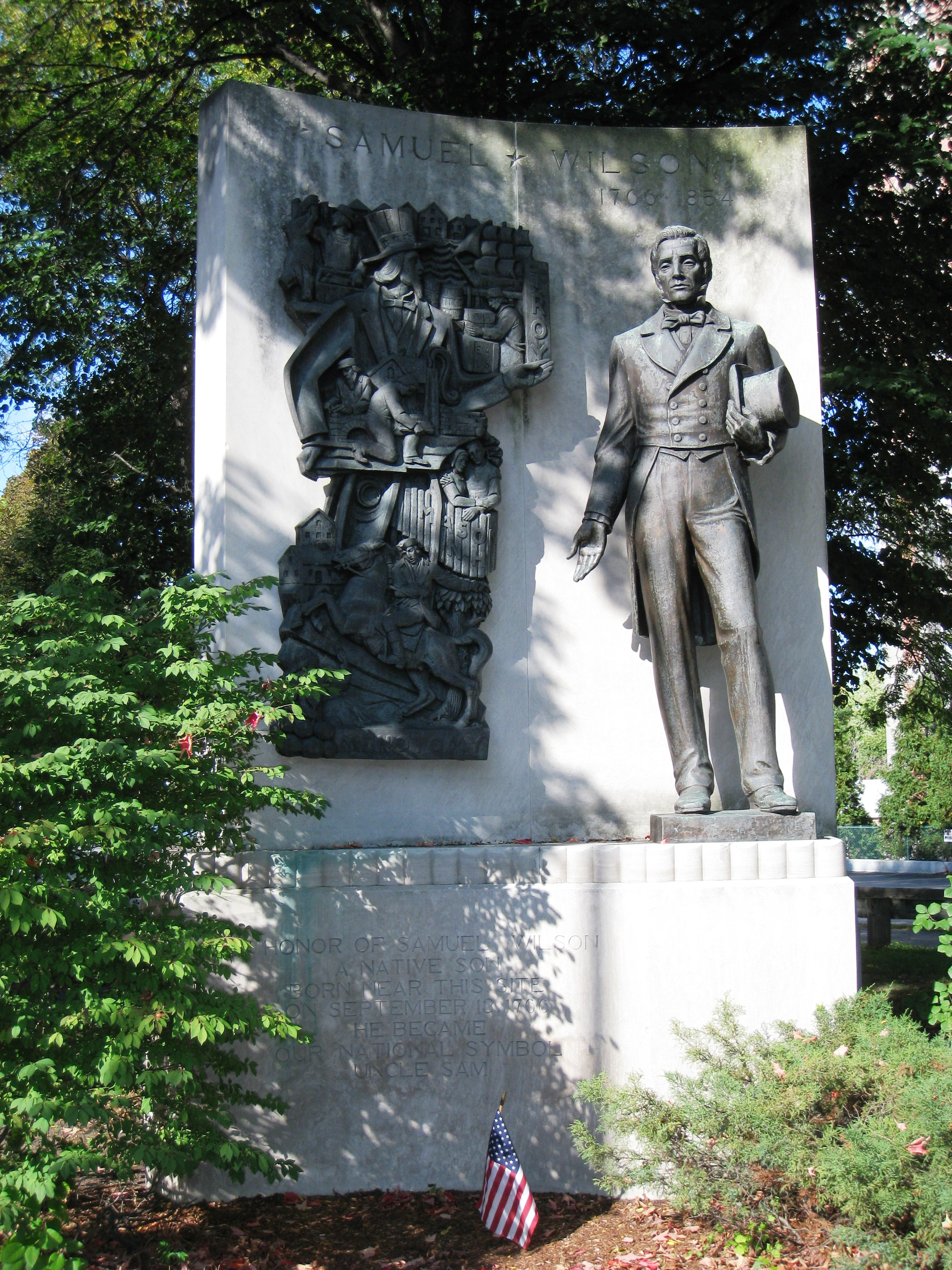
엉클 샘 기념상, 매사추세츠 알링턴
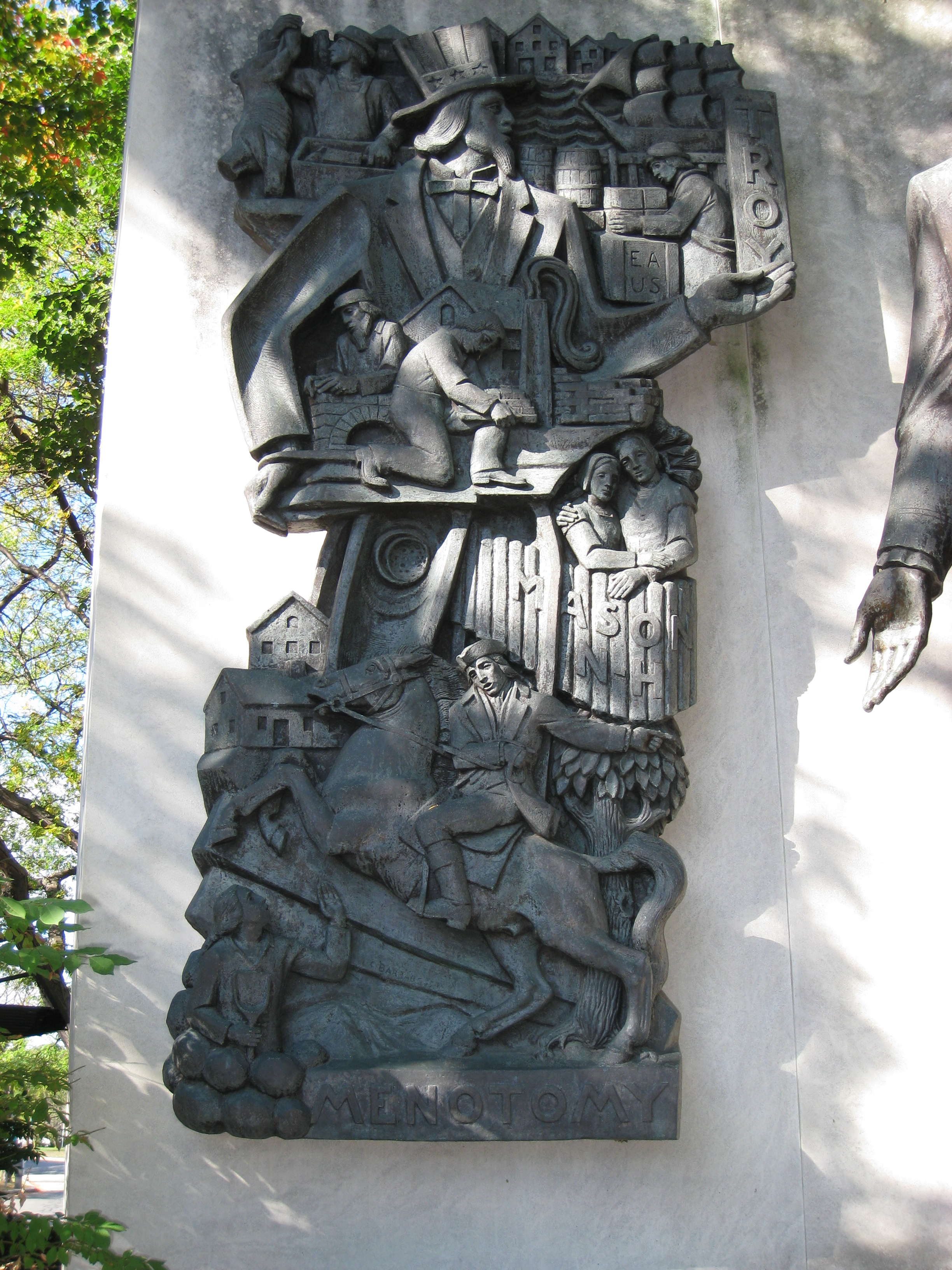
엉클 샘의 동상 세부
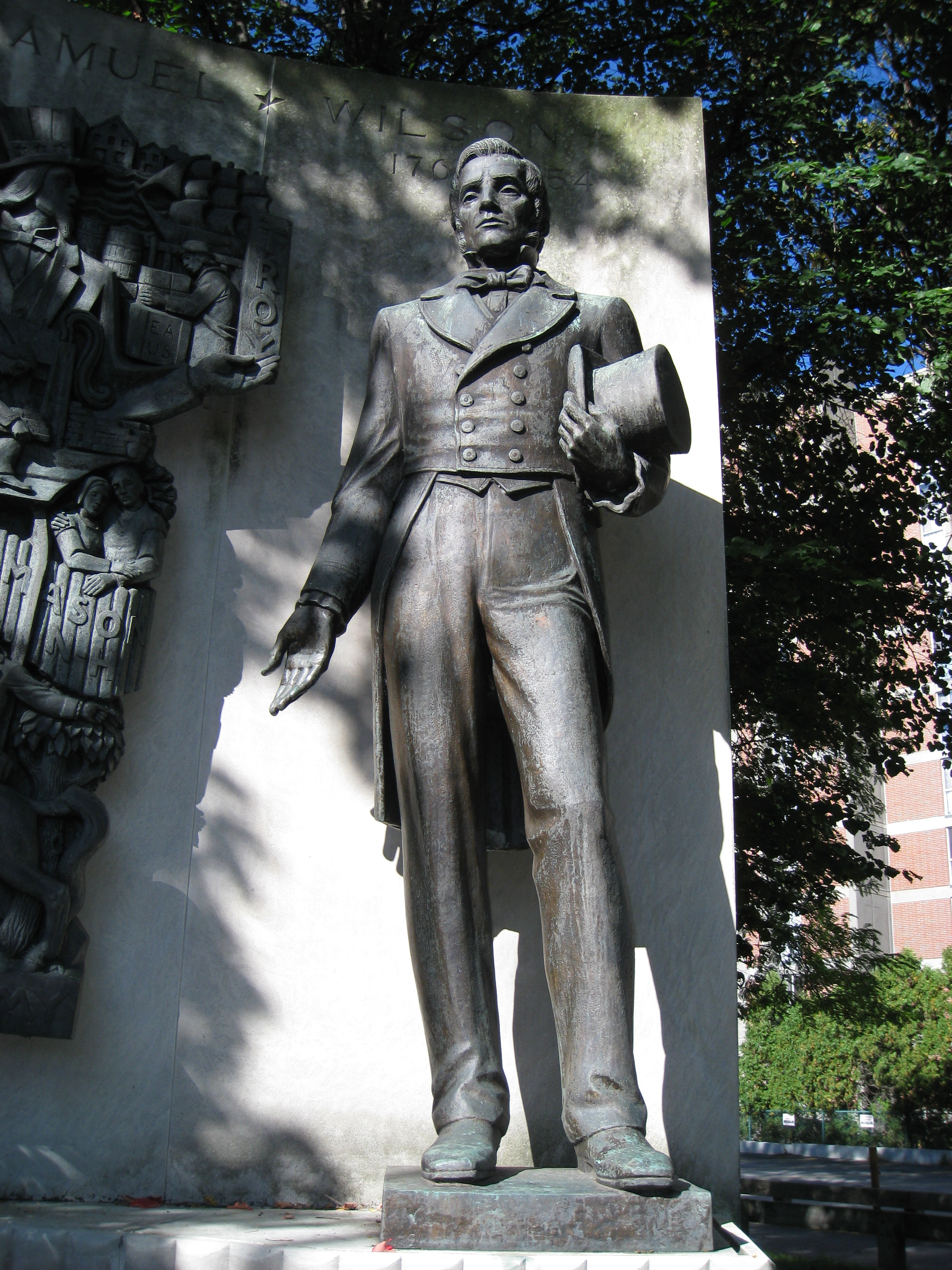
새뮤얼 윌슨 세부